# Ture Wersäll
Claës Ture Wersäll (* 12. August 1883 in Stockholm; † 18. Dezember 1965 ebenda) war ein schwedischer Tauzieher.

## Leben
Ture Wersäll wurde 1883 als Sohn des Politikers Claës Wersäll und dessen Frau Charlotta (geborene Lewenhaupt) geboren. Er wuchs mit acht Brüdern und einer Schwester auf. Eine weitere Schwester starb kurz nach ihrer Geburt.
1906 nahm er an den Olympischen Zwischenspielen in Athen teil und gewann mit der schwedischen Mannschaft die Bronzemedaille im Tauziehen.
An den Olympischen Sommerspielen 1912 in Stockholm beteiligten sich mehrere seiner Brüder. Claës-Axel Wersäll und Gustaf Wersäll als Sportler, ein Bruder als Funktionär, sowie drei Brüder als Helfer.